# التركيبة السكانية في مالي
يتناول هذا المقال الخصائص الديموغرافية للسكان في مالي، بما في ذلك الكثافة السكانية والعرق ومستوى التعليم والصحة والأوضاع الاقتصادية والانتماءات الدينية والجوانب الأخرى للسكان.

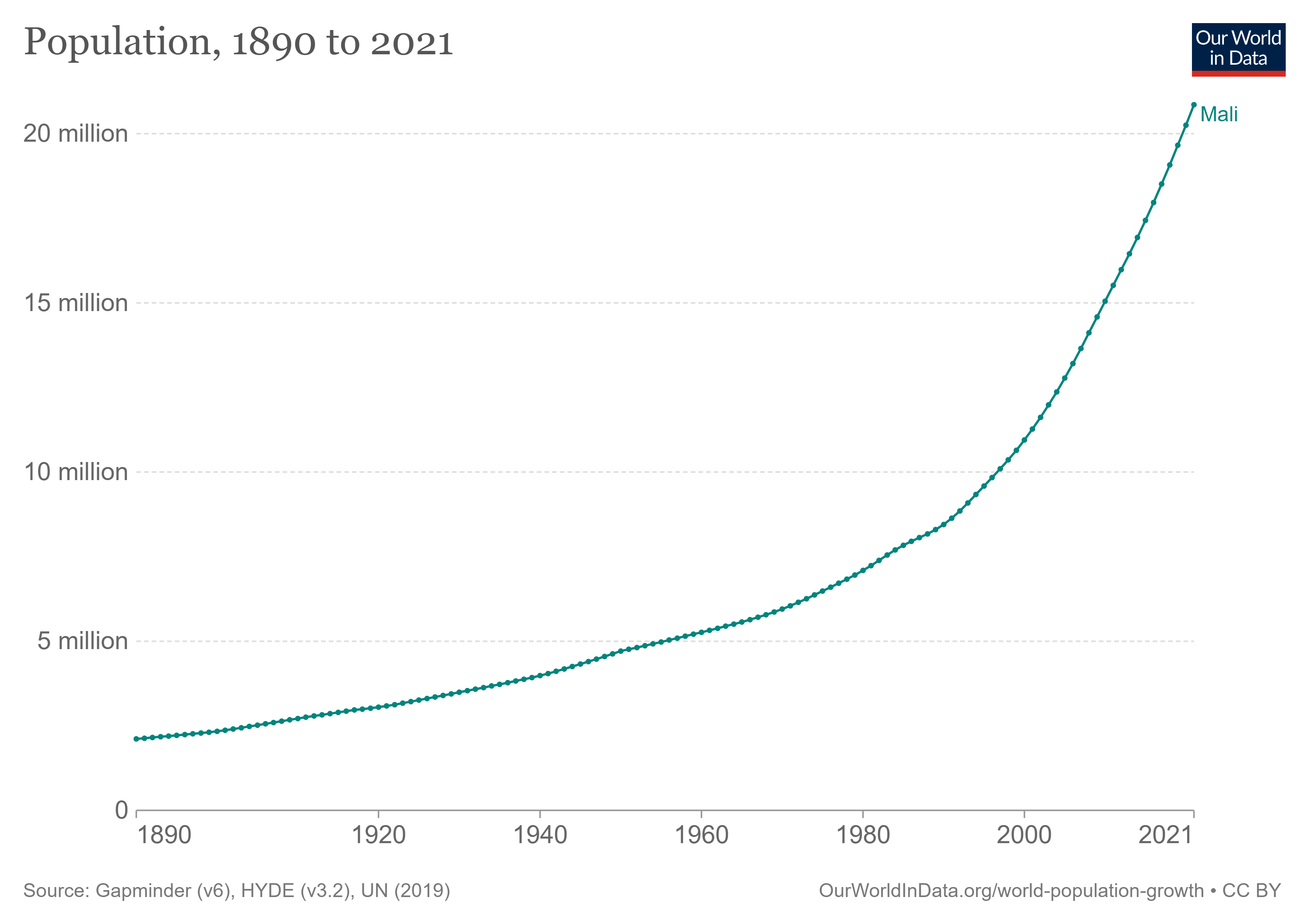
عدد السكان في مالي (1961-2003)

## السكان
في عام 2016، كان عدد سكان مالي يقدر بنحو 18 مليون نسمة، بمعدل نمو سنوي قدره 2.7 ٪. وكان هذا الرقم في حدود 4,638,000 نسمة في عام 1950. السكان في الغالب يعيشون في الأرياف (68٪ في عام 2002)، و5-10 ٪ من الماليين هم من البدو الرحل. يعيش أكثر من 90٪ من السكان في الجزء الجنوبي من البلاد، وخاصة في العاصمة باماكو، التي يزيد عدد سكانها عن مليون نسمة.
|      | مجموع السكان | الفئة العمرية 0–14 (%) | الفئة العمرية 15–64 (%) | الفئة العمرية 65+ (%) |
| ---- | ------------ | ---------------------- | ----------------------- | --------------------- |
| 1950 | 4,638,000    | 38.9                   | 58.3                    | 2.8                   |
| 1955 | 4,928,000    | 40.1                   | 57.4                    | 2.5                   |
| 1960 | 5,248,000    | 40.5                   | 57.2                    | 2.3                   |
| 1965 | 5,597,000    | 41.5                   | 56.2                    | 2.3                   |
| 1970 | 6,034,000    | 42.3                   | 55.2                    | 2.4                   |
| 1975 | 6,604,000    | 43.3                   | 54.1                    | 2.6                   |
| 1980 | 7,246,000    | 44.6                   | 52.6                    | 2.8                   |
| 1985 | 8,010,000    | 45.8                   | 51.3                    | 2.9                   |
| 1990 | 8,673,000    | 47.5                   | 49.5                    | 3.0                   |
| 1995 | 9,825,000    | 47.4                   | 49.9                    | 2.8                   |
| 2000 | 11,295,000   | 47.2                   | 50.3                    | 2.5                   |
| 2005 | 13,177,000   | 47.1                   | 50.6                    | 2.3                   |
| 2010 | 15,370,000   | 47.2                   | 50.6                    | 2.2                   |

## المجموعات العرقية
المجموعات العرقية لسكان مالي تشمل: بامبارا 34.1٪، فولاني 14.7٪، ساركول 10.8٪، سينوفو 10.5 ٪، دوجون 8.9٪، ماندينغي 8.7٪، بوبو 2.9٪، سونغهاي 1.6٪، طوارق 0.9٪، ماليون 6.1٪، مواطنو الإكواس 0.3٪، 0.4٪ عرقيات أخرى.
يتألف سكان مالي من مجموعات عرقية أصلها جنوب الصحراء الكبرى، تتقاسم تقاليد تاريخية وثقافية ودينية مشتركة. إضافة إلى مجموعتين يرجع أصلهما من شمال الصحراء الكبرى من البدو الرحل، هما الطوارق (ذوو أصل أمازيغي، والمور (أو المغاربة) وهم من أصول عربية أمازيغية. في مالي والنيجر، يُعرف المور أيضًا باسم عرب أزواغ نسبة إلى اسم منطقة أزواغ، وهم يتكلمون بالأساس اللغة العربية الحسنية التي تعد واحدة من اللهجات الإقليمية للغة العربية.

## المواليد والوفيات
تسجيل الأحداث الحيوية في مالي غير كامل. أعدت إدارة السكان بالأمم المتحدة التقديرات التالية :
| الفترة    | المواليد الأحياء في السنة | الوفيات في السنة | التغير الطبيعي في السنة | معدل الولادات الخام | معدل الوفيات الخام | التغير الطبيعي (لكل 1000) | معدل الخصوبة الإجمالي (عدد الأطفال لكل امرأة) | معدل وفيات الرضع لكل 1000 مولود |
| --------- | ------------------------- | ---------------- | ----------------------- | ------------------- | ------------------ | ------------------------- | --------------------------------------------- | ------------------------------- |
| 1950-1955 | 231,000                   | 166,000          | 65,000                  | 48.4                | 34.7               | 13.6                      | 6.48                                          | 175                             |
| 1955-1960 | 248,000                   | 175,000          | 74,000                  | 48.8                | 34.3               | 14.5                      | 6.65                                          | 173                             |
| 1960-1965 | 266,000                   | 182,000          | 84,000                  | 49.1                | 33.7               | 15.5                      | 6.75                                          | 168                             |
| 1965-1970 | 287,000                   | 180,000          | 107,000                 | 49.4                | 31.0               | 18.4                      | 6.87                                          | 162                             |
| 1970-1975 | 312,000                   | 179,000          | 133,000                 | 49.3                | 28.3               | 21.1                      | 6.93                                          | 156                             |
| 1975-1980 | 343,000                   | 179,000          | 163,000                 | 49.5                | 25.9               | 23.6                      | 7.01                                          | 149                             |
| 1980-1985 | 377,000                   | 181,000          | 196,000                 | 49.4                | 23.7               | 25.8                      | 7.07                                          | 141                             |
| 1985-1990 | 408,000                   | 179,000          | 229,000                 | 48.9                | 21.5               | 27.4                      | 7.09                                          | 135                             |
| 1990-1995 | 450,000                   | 185,000          | 265,000                 | 48.7                | 20.1               | 28.7                      | 7.01                                          | 127                             |
| 1995-2000 | 519,000                   | 196,000          | 323,000                 | 49.1                | 18.6               | 30.5                      | 6.88                                          | 119                             |
| 2000-2005 | 600,000                   | 210,000          | 390,000                 | 49.0                | 17.2               | 31.8                      | 6.71                                          | 111                             |
| 2005-2010 | 680,000                   | 221,000          | 459,000                 | 47.6                | 15.5               | 32.1                      | 6.46                                          | 101                             |

المواليد والوفيات
| السنة | السكان     | المواليد الأحياء | الوفيات | الزيادة الطبيعية | معدل الولادات الخام | معدل الوفيات الخام | معدل الزيادة الطبيعية | معدل الخصوبة الإجمالي |
| ----- | ---------- | ---------------- | ------- | ---------------- | ------------------- | ------------------ | --------------------- | --------------------- |
| 2009  | 14,517,176 | 666,216          | 62,371  | 603,845          | 45,9                | 4,3                | 41,6                  |                       |

### المواليد ومعدل الخصوبة
معدل الخصوبة الكلي (TFR) (معدل الخصوبة المطلوب) ومعدل المواليد الخام (CBR):
| السنة     | معدل المواليد الخام (المجموع) | معدل الخصوبة الكلي (المجموع) | معدل المواليد الخام (الوسط الحضري) | معدل الخصوبة الكلي (الوسط الحضري) | معدل المواليد الخام (الوسط القروي) | معدل الخصوبة الكلي (الوسط القروي) |
| --------- | ----------------------------- | ---------------------------- | ---------------------------------- | --------------------------------- | ---------------------------------- | --------------------------------- |
| 1981-1983 |                               | 7.10                         |                                    | 6.85                              |                                    | 7.17                              |
| 1984-1986 |                               | 6.73                         |                                    | 6.09                              |                                    | 6.97                              |
| 1995-1996 | 45.1                          | 6.7 (6.0)                    | 39.9                               | 5.4 (4.8)                         | 47.2                               | 7.3 (6.6)                         |
| 2001      | 45.1                          | 6.8 (6.1)                    | 42.1                               | 5.5 (4.8)                         | 45.9                               | 7.3 (6.6)                         |
| 2006      | 45.2                          | 6.6 (6.0)                    | 41.8                               | 5.4 (5.1)                         | 46.6                               | 7.2 (6.5)                         |
| 2012-2013 | 38.8                          | 6.1 (5.3)                    | 36.7                               | 5.0 (4.3)                         | 39.2                               | 6.5 (5.6)                         |
| 2018      | 40.9                          | 6.3                          | 36.3                               | 4.9                               | 42.3                               | 6.8                               |

بيانات الخصوبة اعتبارا من 2012-2013 (برنامج DHS)
| الجهة          | معدل الخصوبة الكلي | نسبة النساء الحوامل اللواتي تتراوح أعمارهن بين 15 و 49 سنة | متوسط عدد الأطفال المولودين لنساء في سن 40-49 |
| -------------- | ------------------ | ---------------------------------------------------------- | --------------------------------------------- |
| منطقة كايس     | 6.0                | 11.3                                                       | 6.0                                           |
| منطقة كوليكورو | 6.0                | 14.3                                                       | 5.8                                           |
| منطقة سيكاسو   | 6.6                | 11.5                                                       | 6.2                                           |
| منطقة سيغو     | 6.1                | 12.2                                                       | 6.1                                           |
| منطقة موبتي    | 6.5                | 11.7                                                       | 5.9                                           |
| باماكو         | 5.1                | 6.5                                                        | 5.1                                           |

## الإحصائيات الديموغرافية
الإحصاءات الديموغرافية وفقًا لاستعراض سكان العالم في عام 2019.
- ولادة واحدة كل 39 ثانية.
- وفاة واحدة كل 3 دقائق.

الإحصائيات التالية مقتبسة من كتاب حقائق العالم ما لم يذكر خلاف ذلك.

### عدد السكان
18,429,893 (تقديرات 2018)

### البنية العمرية

الهرم السكاني في مالي لسنة 2017

0-14 سنة: 48.03% (ذكور 4,449,790 /إناث 4,402,076)
15-24 سنة: 18.89% (ذكور 1,657,609 /إناث 1,823,453)
25-54 سنة: 26.36% (ذكور 2,243,158 /إناث 2,615,695)
55-64 سنة: 3.7% (ذكور 346,003 /إناث 335,733)
65 سنة فما فوق: 3.02% (ذكور 277,834 /إناث 278,542) (تقديرات 2018)

### معدل النمو السكاني
2.98% (تقديرات 2018)

### الدين
مسلمون 94.8%، مسيحيون 2.4%، وثنيون 2%، لا شيء 0.5%، غير محدد 0.3% (تقديرات 2009)

### التحضر
سكان المدن: 42.4٪ من إجمالي السكان (2018)
معدل التحضر: 4.86٪ معدل التغير السنوي (تقديرات 2015-20)

### أمد الحياة عند الولادة
مجموع السكان: 60.8 سنة (تقديرات 2018)
ذكور: 58.6 سنة (تقديرات 2018)
إناث: 63 سنة (تقديرات 2018)

### معرفة القراءة والكتابة
المواطنون في سن 15 فما فوق الذين يستطيعون القراءة والكتابة (تقديرات 2015)
مجموع السكان: 33.1% (تقديرات 2015)
ذكور: 45.1% (تقديرات 2015)
إناث: 22.2% (تقديرات 2015)

### العمر المتوقع للمدرسة (التعليم الابتدائي إلى التعليم العالي)
المجموع: 7 سنوات (2015)
ذكور: 8 سنوات (2015)
إناث: 7 سنوات (2015)

### البطالة لدى الشباب 15-24
المجموع: 30.5% (تقديرات 2016)
ذكور: 29.6% (تقديرات 2016)
إناث: 31.3% (تقديرات 2016)